# Attentat du sanctuaire de La'l Shahbâz Qalandar
L'attentat du sanctuaire de La'l Shahbâz Qalandar est un attentat-suicide perpétré le 16 février 2017 par un membre du groupe terroriste État islamique au cours d'une cérémonie soufie dans le Sind, au Pakistan. L'attaque, faisant 88 morts et 340 blessés, est revendiquée par le groupe État islamique. Elle s'inscrit dans le contexte du conflit armé du Nord-Ouest du Pakistan, qui, depuis 2004, voit s'opposer les autorités aux insurgés djihadistes.

## Contexte

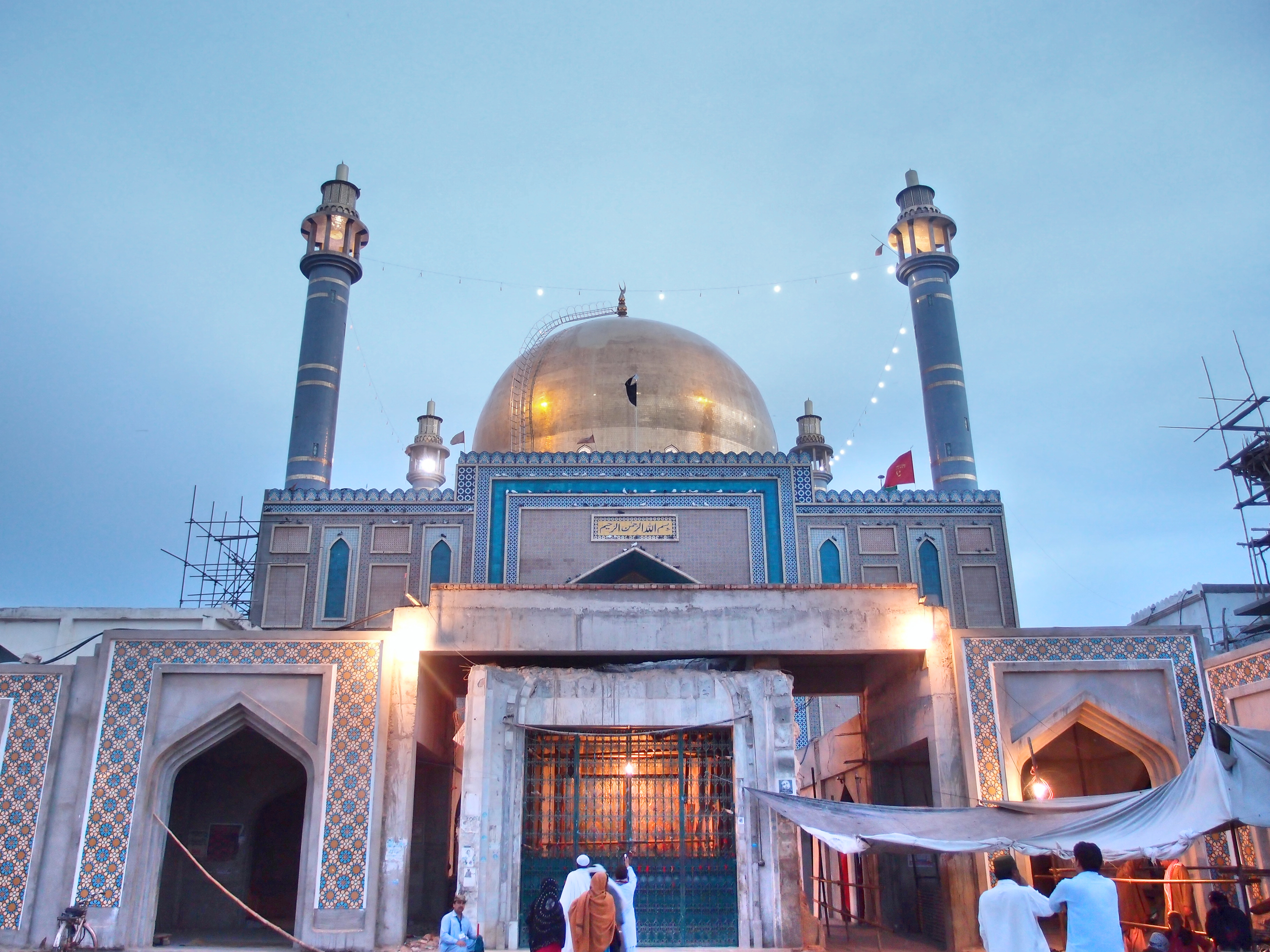
Le sanctuaire de La'l Shahbâz Qalandar.

Depuis 2004 et surtout 2007, les autorités pakistanaises font face à une insurrection menée par plusieurs groupes armés djihadistes originaires du nord-ouest du pays, plus particulièrement des régions tribales. Le Tehrik-e-Taliban Pakistan est le plus important d'entre eux, mais une section locale de l'État islamique s'est développée en profitant de défections d'autres groupes. 
Le sanctuaire de La'l Shahbâz Qalandar est un dargah situé à Sehwan, dans le district de Jamshoro au sein de la province du Sind, est un des plus grands lieux sacrés du soufisme. Il honore La'l Shahbâz Qalandar, un saint né au XIIe siècle et une des rares personnes à avoir reçu le titre de Qalandar. Ce sanctuaire avait été rendu célèbre par le musicien pakistanais Nusrat Fateh Ali Khan, spécialiste de musique sacrée soufie, dans une de ses chansons : Dum a Dum Mast Qalandar.
C'est le deuxième attentat de grande ampleur en trois mois contre les Soufis au Pakistan, après l'attentat de Khuzdar le 12 novembre 2016.

## Déroulement
L'attentat a lieu au moment où des centaines de fidèles entrent dans une danse extatique, sous la grande coupole du sanctuaire. Des dizaines de personnes sont soufflées et projetées par la violence de l'explosion, laissant le lieu ravagé. Les premiers bilans parlent de 70 morts, avant d'être revus à la hausse à 88 victimes voire jusqu'à 100 et 343 blessés,.
De nombreux blessés succombent à leurs blessures dans les heures suivant l'attaque car l'hôpital le plus proche est à une centaine de kilomètres. Beaucoup d'entre eux sont transportés dans des conditions sommaires à bord d'avions et d'hélicoptères militaires, voire à moto ou en voiture par des particuliers.

## Conséquences
Le groupe djihadiste État islamique revendique l'attaque à travers sa branche « province de Khorasan » qui est implantée entre l'Afghanistan et le Pakistan. Via son agence organe de propagande Amaq, il affirme que qu' « un kamikaze de l'EI a déclenché son gilet explosif contre un rassemblement de chiites »,.
Le gouvernement local du Sind annonce trois jours de deuil, suivi par les provinces de Khyber Pakhtunkhwa et du Baloutchistan qui observent une journée de deuil.
Dans la nuit du jeudi 16 au vendredi 17 février, une vaste opération de police avec l'appui de l'armée est menée, et aboutit à la mort de 25 terroristes présumés. Le Pakistan décide également de fermer le poste-frontière de Torkham avec l'Afghanistan, considérant que ce pays est un refuge pour les insurgés talibans pakistanais et pour l'État islamique. L'armée pakistanaise a aussi demandé à l'Afghanistan d'agir contre 76 terroristes qui se trouveraient sur son territoire.